# 東京都立図書館
東京都立図書館（とうきょうとりつとしょかん）は、東京都が運営する公共図書館である。2009年（平成21年）に都立日比谷図書館が千代田区に移管されて以降は、中央図書館（港区）および多摩図書館（国分寺市）の2館によって構成される。中央図書館が中心的な役割を担い、多摩図書館と機能を分担しながら一体的な運営を行うとされており、組織上は中央図書館長の下に置かれた管理部の下に多摩図書館が位置する。
「東京の未来を拓く力となる 知の集積・発信」を使命として掲げ、「首都東京の中核的公立図書館の役割を担い、図書館資料及び図書館内外の情報の整備・充実に努め、都民及び利用者に対し、等しく良質な図書館サービスを提供することにより、東京の社会、経済、産業、教育、文化等の発展に貢献する」ことを運営の方針とする。これを支えるため、中央図書館では約188万冊、多摩図書館では約55万冊と、国内の公立図書館では最大級の蔵書数を有する。
個人への資料の館外貸出は行っていない。これは当図書館の業務が個人利用者に対する閲覧や調査支援などのほかに、都内公立図書館に対するレファレンス支援や資料の貸出などを主とするためであり、当館から利用者へ直接の貸出は行わないが、区市町村立図書館が所蔵していない資料で利用者の貸出要望があるものについては、区市町村立図書館を通じて貸出することが可能である。

## 歴史
本項では、東京都立図書館の前身となった東京市立図書館についても一体的に記述する。

### 東京市時代

#### 開館まで

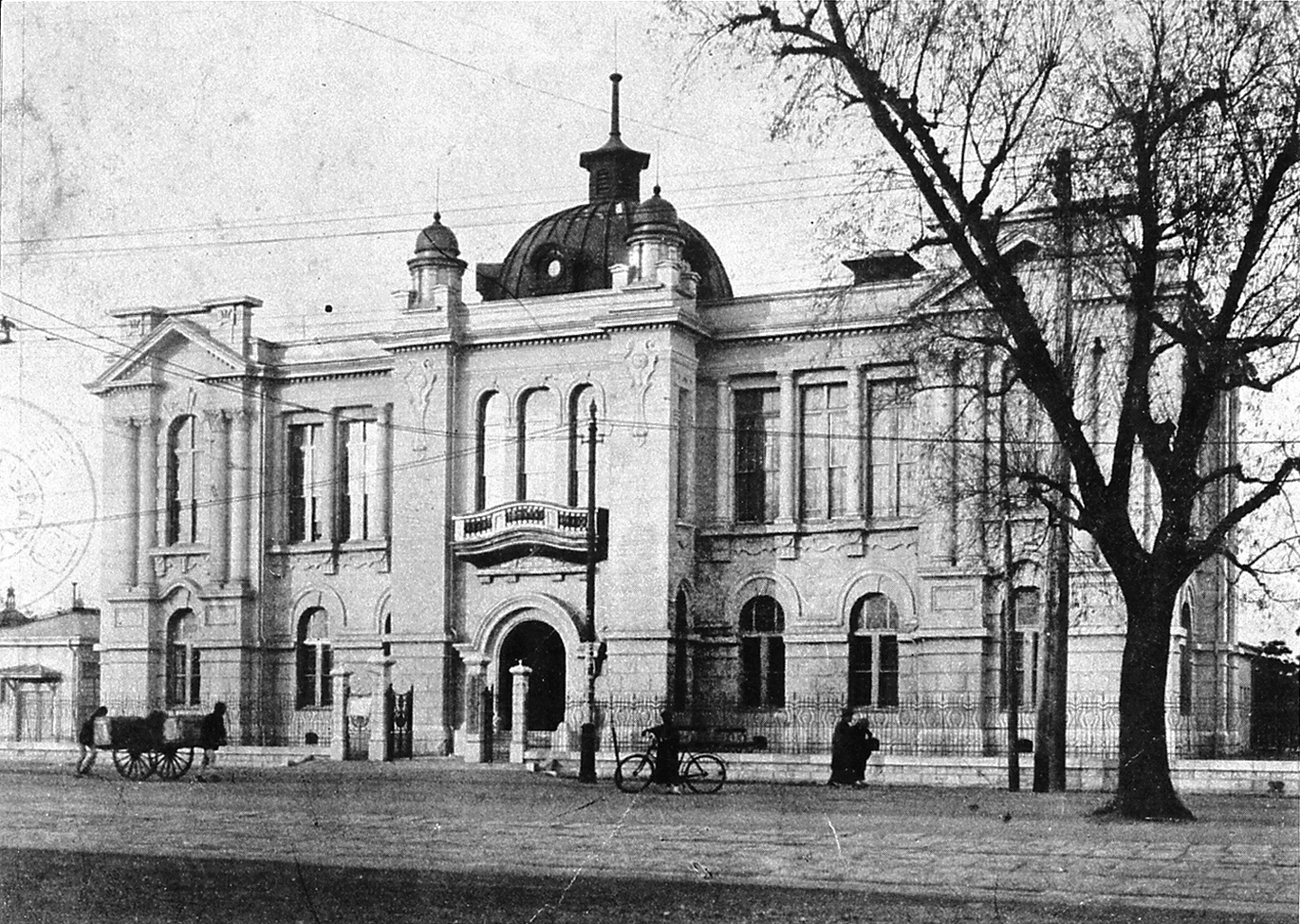
東京市立日比谷図書館（初代、1908年）

東京都立図書館の淵源は、直接的には1908年（明治41年）に開館した東京市立日比谷図書館にあるとされる。
帝国図書館の前身にあたる書籍館（しょじゃくかん）が東京府に移管され、1878年（明治11年）から3年余りの間東京府書籍館として運営された時期もあるが、東京で公立図書館が設置されたのは20世紀に入ってからであり、主導的な役割を果たしたのは東京市（現在のほぼ東京23区に相当）であった。
1898年（明治31年）に市制特例が廃され一般市制が布かれるまで、東京市には独自で図書館を設置する財政力も体制も整っていなかったとされ、東京市に公立図書館を設置すべきであるとする議論が起こるのはそれ以降となるのだが、1899年（明治32年）には東京市により図書館設置調査が着手されており、同年には図書館令も公布されていた。
1902年（明治35年）には私立の大橋図書館が開館して多くの市民に利用されており、市の図書館設置に向けた機運も高まっていて、1904年（明治37年）大橋図書館の理事でもあった東京市会議員坪谷善四郎らによって提出された通俗図書館の設置の建議は議会で満場一致をもって迎えられた。
日露戦争の勃発により計画は一時中断されるものの、尾崎行雄市長の主導の下市立図書館設置が推進され、1908年（明治41年）ようやく日比谷図書館が開館するに至った。

#### 初期の展開
日比谷図書館では帝国図書館と異なり、一般市民の利便性が重視され、当時通俗教育と言った社会教育に資することを重視していた。
初代主事（館長）である渡辺又次郎は児童閲覧室運営の確立を図り、「児童の教育に読書が必ずしも有益でなく、むしろ害をもたらす」とする当時の考え方に反論し、自由な読書の効用を説いている。
後任の守屋恒三郎の下でもその運営の方針は継承され発展をみており、また市内の簡易図書館に対する参考図書館としての機能の充実を図った。当初東京市では市内15区各区に日比谷図書館に準ずる規模の図書館を整備することを計画しており、この構想に基づいて1909年（明治42年）には深川区に市立深川図書館が開館している。
しかし、財政上の困難から方針を変更し、小学校に併設する形の簡易図書館を整備して一区一館の構想の推進を図ることとなり、1913年（大正2年）には19館（帝国教育会より移譲を受けた神田第一図書館→一橋図書館を含む）の体制が確立する。
1914年（大正3年）今沢慈海が新たに日比谷図書館館頭に就任すると、市立図書館の運営の一体化に向けた改革が進められ、日比谷図書館が管理業務も担い19館が一体的に運営される体制となったほか、日比谷図書館の児童閲覧の無料化、深川図書館の閲覧料無料化が実現した。
あらためて市の図書館の中心的な存在として位置づけられた日比谷図書館では参考図書館としての機能の充実が図られ、レファレンスワークの取り組みが始められており、大正天皇即位を記念し市に下賜された資金は教育基金に組み入れられ、その利子をもって特別図書購入費用とし蔵書の充実と郷土資料の購入に充てられ、日比谷図書館ではなお貸出は有料制であったが館外貸出制度の拡充も図られるなど、関東大震災以前の最盛期が到来したのである。

#### 関東大震災以後の動向

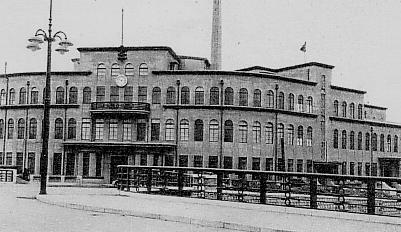
京橋区役所と合築となった京橋図書館（1930年頃）

1923年（大正12年）9月1日に発生した関東大震災は死者・行方不明者10万人以上にも及び、東京府・神奈川県を中心に甚大な被害をもたらしたが、図書館もその例外でなく、深川・一橋・京橋の全焼をはじめ12館が焼失し罹災図書数は10万冊を超え、私立の大橋図書館や東京帝国大学附属図書館も全焼するに至った。焼失を免れた日比谷図書館も館内では書架が転倒するなど危険な状態であり、それ以前に日比谷公園が被災者救護の拠点であって館員も救護の任にあたり、また屋外新聞縦覧所を設けて正確な情報の提供に努めた。この被害に対して、日本図書館協会の呼びかけにより外地も含む全国から2万冊の図書が寄贈され、被災地の東京市、横浜市、大橋図書館で協議の上配分を行っている。震災後復旧に向けた取り組みは早く、バラックによる仮設ではあったが半年以内に19館の再開をみた。東京市の復興計画は予算の縮減による後退をみながらも図書館建設費には大きな予算が充てられ、その額は100万円、東京市継続震災復興事業費の4.32％を占めた。この継続震災復興事業費とは別に単年度の予算によって焼失した7つの自由図書館の復興も進められ、1926年（大正15年）の台南図書館を皮切りに1930年（昭和5年）の両国図書館完成まで建設が続いたが、独立した建物が用意された両国では新館完成を機に有料化している。以前より独立した建物を持つ深川・一橋・京橋の3館は上記継続震災復興事業費によって再建され、1927年（昭和2年）に深川が、1929年（昭和4年）に京橋区役所との合築で京橋が、1930年（昭和5年）には一橋が駿河台へと移転改称し、それぞれ震災前を上回る規模で再開し、またそれぞれの地域の特性に合わせた資料の充実と運営を目指した。一方、これら3館も日比谷図書館と同様の有料制となり、サービスとして後退した面も見られた。また、新たな中央図書館構想が挫折し日比谷図書館館頭の立場も教育局長の下に置かれ発言力が弱まる中で、1931年（昭和6年）には今沢も辞表を提出するに至った。
1932年（昭和7年）10月1日、東京市では5郡82町村を編入して20区に編成し直し、既存の15区と加えて35区のいわゆる「大東京市」となった。このとき渋谷、中野、寺島、西巣鴨の4町立図書館を市立図書館に組み入れ、同年には旧品川町で市立品川図書館を開館させている。しかし、旧市域の20館に対して新市域ではわずか5館とその格差は顕著であり、編入合併により人口が膨れ上がったことで人口あたりの蔵書数も急激に低下した。この問題に対処するため市では淀橋区、王子区、荒川区にそれぞれ図書館を設置しているがいずれも有料制であり、また荒川図書館が戦前で最後の新設となった。また、本所・浅草の2館も改築に伴い独立した建物が用意されたがやはり有料制となった。
日比谷図書館はかねてより施設が手狭で、関東大震災での損傷もあって建て替えの必要が指摘されてきたが、計画は遅々として進展しなかった。1934年（昭和9年）全面改築の方針が決まったものの、事業にともなう起債の認可が得られず、日中戦争へと進展していく中国での軍事衝突の影響で50t以上の鋼材の使用も禁止され、改築計画は中止に至った。1938年（昭和13年）には危険施設との指摘を受け、閉館決定の報道までがなされるが、これは市民の猛反発もあり急遽予算が組まれ、応急補強がなされて閉館だけは免れた。

#### 戦争の影響
1933年（昭和8年）、図書館令の全面改定が行われ、いわゆる改正図書館令が施行されることとなった。この改正の意図としては公共図書館を通じて国民思想の善導にあたらせるという文部省の意図があったとされ、また中央図書館制度が創設されて帝国図書館－中央図書館－市町村及び私立図書館、学校図書館という、社会教育の実施機関としての図書館の階層制度が規定された。東京では府立図書館がなかったため市立日比谷図書館が中央図書館となるべきところ中央図書館指定の受け入れ態勢ができず、日比谷図書館が中央図書館となったのは東京都制施行後の1943年（昭和18年）10月であり、その頃には図書館の最大の課題は空襲に備えての重要な蔵書や資料の疎開となっていた。1940年（昭和15年）頃からは出版統制、出版物の検閲が強化され、左翼思想に類する書籍は閲覧を禁じた上で厳重に保管するものとされた。

### 東京都時代

#### 戦争の影響
戦時中の1943年（昭和18年）7月1日、東京府と東京市を廃止し、新たに東京都制が施行された。これを受けて東京都下の公立図書館は東京都立図書館に移行し、多摩地域の公共図書館を含めた都下の図書館は中央図書館に指定された日比谷図書館の指揮監督の下に置かれることとなった。しかし時局は既に市民の読書どころではなく、1944年（昭和19年）4月には国民学校附設の図書館13館が閉館し、東京空襲が激化した1945年（昭和20年）以降はそれが加速した。1月27日の空襲では深川図書館が焼夷弾の投下を受け、3月10日の東京大空襲（下町空襲）でも4館が大きな被害を受け、5月25日の山の手空襲では日比谷図書館の全焼を含め7館が全焼、一連の空襲で焼失した蔵書数は日比谷図書館の20万冊超をはじめ、都立図書館全体での被害は40万冊を超えた。またこの間貴重資料の疎開や、民間からの重要図書の買い上げと疎開も進めており、買い上げた書物は西多摩郡多西村（現・あきる野市）や埼玉県北足立郡志木町（現・志木市）に用意した倉庫に運び込まれた。その内焼亡したものも数万冊に及ぶものの、8月末までに購入した書物は20万冊を超え、買収にあてた費用は230万円に達した。

#### 戦後の図書館機構の再編
1945年（昭和20年）8月15日、玉音放送が行われ終戦を迎えたが、都立図書館は日比谷図書館の全焼をはじめほとんどの建物が罹災し、無傷に近かったのは京橋、駿河台、月島の3館のみであった。蔵書全体の6割に及ぶ図書が焼失し再開は困難を極め、月島も占領軍によって接収されたものの、終戦後休むことなく活動を続けていた京橋に続いて10月には駿河台が閲覧を再開、翌1946年（昭和21年）には4館が閲覧を再開、また多摩地域では小学校併設という形で立川と青梅に2館が開設された（開館は翌1947年（昭和22年））。都立図書館では海軍大学校の蔵書の受領などで蔵書の再建を進め、またGHQの意向もあって東京に大規模な中央図書館建設の構想が描かれたり、上野の旧帝国図書館の都への移管も提起されたりしたもののいずれも中途で挫折をみた。日比谷図書館の再開は遅れ1947年（昭和22年）にようやく木造の仮設館舎を着工、1949年（昭和24年）11月に再開したが、木造で耐火書庫を持たなかったため蔵書の多くは京橋図書館で保管されたままでの開館となった。
1947年（昭和22年）には東京都の35区が再編され、23の特別区が設置された。これにともない日比谷図書館以外の東京都区部の図書館をそれぞれの所在する区へ移管することが検討され、1950年（昭和25年）には日比谷図書館を除く区部の都立図書館はそれぞれの区へ移譲され、都立図書館は日比谷、立川、青梅の3館体制となった。日比谷図書館では駿河台、深川、京橋の主要3館に残された蔵書を日比谷に集中させ、蔵書体系を維持することを計画したが、達せられなかった。都の財産であるが暫定的に駿河台図書館に保管されていた内田嘉吉文庫も、そのまま千代田区立となった駿河台図書館に引き継がれている。1950年（昭和25年）には図書館法が制定され、制度としての中央図書館も廃止された。

#### 日比谷図書館の再建

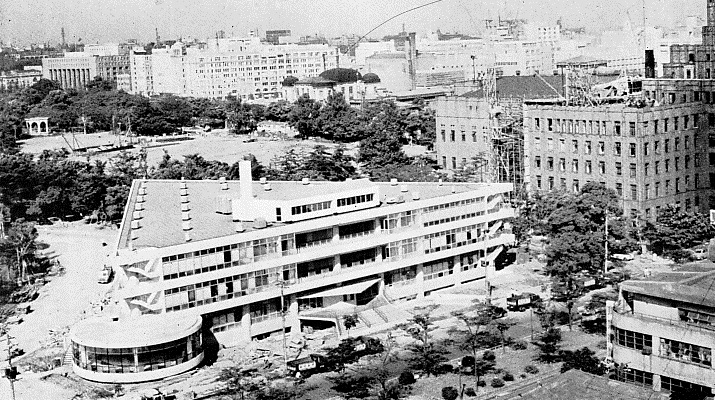
1960年頃の日比谷図書館。4階部分が増築される以前の姿である。

日比谷図書館は1949年（昭和24年）に仮設館舎での再開をみたものの、同年の中田邦造の退任以来専任の館長が置かれず、また消防から危険施設との指摘も受けるなど、未だ本格的な復興にはほど遠い状況にあった。1951年（昭和26年）には歌人・国文学者の土岐善麿が館長に就任。当時の東京都では新たな学校教育法下での学校の整備に追われ図書館の再建について顧みられることが少なかった中で、土岐は自ら東京大学で行われた司書講習に参加し、慶應義塾大学客員教授のロバート・L・ギトラーに学ぶなど、日比谷図書館再建に向けて精力的な活動を行った。国立国会図書館長金森徳次郎を通じて安井都知事に日比谷図書館の再建を要請、1952年（昭和27年）には土岐の理解者であった19人の学者、芸術家、文化人、実業家の連名による『東京都立日比谷図書館の再建に関する要望書』が東京都知事、東京都教育委員会、東京都議会議長あてに提出され、日比谷図書館再建の援護となった。昭和28年度予算ではなおも建設調査費が計上されなかったが、土岐の古くからの友人である衆議院議員の安藤正純の協力を得て、1953年（昭和28年）秋には自由党の都議会議員30人余りが日比谷図書館を訪問視察、土岐が再建案を説明する機会を得たことで、翌1954年（昭和29年）から再建に向けた動きが本格化することとなる。2016年（平成28年）現在も日比谷図書文化館として残る三角形の建物は、敷地を無駄なく使うための土岐の着想によるものであり、施設配置の設計には整理課長の林靖一が対応した。林は1955年（昭和30年）に死去、土岐も同年6月退職勧奨を受けたことで、新図書館の建設を待たずして自ら職を辞した。なお、同1955年1月には八王子市立図書館が都に移管され、東京都立八王子図書館となっている。
土岐の後任には行政畑から前東京都教育庁次長の渋谷徳雄が就任。新図書館開設に向けた具体的な計画を推進し、司書の人事制度について一定の道筋を付け、開館直前の1957年（昭和32年）5月まで館長の任にあった。同1957年10月に新図書館が開館し、戦後12年を経てようやく日比谷図書館は復興を遂げたのである。なお、この新図書館の計画段階では大規模な開架式の導入を検討していたものの、検討当時は大規模図書館での開架導入には慎重論が根強く、部分的な開架とせざるを得なかったが、1961年（昭和36年）の増築の頃には開架式の方が望ましいという考え方が普及しており、4階部分の増築にあわせて既存の閲覧室の改善が行われ、開架スペースが拡充された。

#### 中央図書館の建設
1960年代は図書館の奉仕活動のあり方が問い直された時期であり、東京都でも、都立図書館と区市立図書館との役割分担や協力関係の明確化、都区部と市町村部との財政上の格差の拡大、受験生が閲覧室を占領してしまって他の利用者の自由な読書や調査研究が圧迫されてしまうなどの問題が山積していた。日比谷図書館では増築がなった1961年（昭和36年）に早くも抜本的な改善が必要との結論に達しており、日比谷図書館協議会では一年余りの検討の末、1962年（昭和37年）9月に『東京都の公共図書館総合計画についての提言』をまとめて提出するに至った。提言内容においては、現下の諸問題を解決し日比谷図書館本来の奉仕機能の実現のために都が果たすべき役割が明示され、その中で日比谷図書館がこれまで収集してきた古書や東京資料をまとめて収蔵できる近世資料図書館の新設、古くなった図書資料を保存するための図書館の新設、また中学生、高校生をはじめとする学生や勤労青少年の読書、学習の場となる地域図書館の増設といった方針が示され、はじめて大規模分館の必要性が指摘された。この大規模分館の建設の基本構想をより深く検討すべく国内図書館関係者による意見聴取会が実施され、その結果都立図書館が果たすべき奉仕機能の中で、新設される図書館が参考調査図書館としての機能、近世・近代の学術研究を行う機能、都内公共図書館の相互協力センターとしての機能の3つの領域を担い、日比谷図書館では主として成人を対象として図書資料を提供する図書館機能を担うべきとする方針が示され、両者は一体的に運営されるべきであるとする方向性が示されたのである。新図書館は当面の蔵書規模を150万冊、最終的には500万冊規模を目指し、かつ都心に近く交通至便な場所にあることが望まれたため、1966年（昭和41年）に港区有栖川宮記念公園内の都立教育研究所移転後の跡地が候補地として決定された。1967年（昭和42年）に美濃部亮吉が都知事に就任すると、図書館は都民に提供すべき重要なシビル・ミニマムと位置付けられ、1969年（昭和44年）にはフランス文学者の杉捷夫が日比谷図書館長として迎えられた。杉は市区立図書館を積極的に訪問し第一線図書館の実態を把握し各所の要望を都行政に反映させることに尽力し、多摩地域の都立図書館（青梅・立川・八王子）との連携を密にし、東京都の図書館政策を確立させて図書館整備のあり方を明確化することに努めた。その中で中央図書館建設の具体化と、三多摩地域の老朽化した図書館への対応、多摩ニュータウン整備に関連する都区部と三多摩地域との格差解消についても言及している。都立図書館では司書職の人事制度について確立がおぼつかず、整理課長として新図書館の業務体制の実務に当たっていた森博が1971年（昭和46年）に死去するなどして、杉自身は新図書館開館を前に1972年（昭和47年）7月に辞任してしまうが、日比谷図書館から蔵書を移転して1973年（昭和48年）1月に、東京都立中央図書館が開館に至ったのである。東京都立中央図書館の設計は第一工房が行い、工期は1970年7月から1972年3月、工事費は20億6,652万円だった。また、1972年には都立江東図書館基本構想が策定され、翌1973年には基本計画の策定に至った。

#### 多摩図書館の建設
多摩地域においても、1969年（昭和44年）の『東京都立図書館の整備充実計画』以来、既存の3図書館（青梅・立川・八王子）を統合して都立多摩図書館を新たに設置する構想が浮上していた。かつて都区部に比べて整備が立ち遅れていた多摩地域への図書館サービスという役割を担ってきた3館も、1970年代に入ると多摩地域での市町立の公立図書館の整備が進んだことで、これらとの役割分担が求められるようになった。この情勢の変化から1970年代後半には都立多摩図書館の建設構想がまとめられ、ことに1979年（昭和54年）の『多摩地区都立図書館将来計画検討委員会』の提言を受けて、1981年（昭和56年）から都立3館は順次貸出などの第一線図書館としての機能を縮小し、八王子図書館は協力貸出センターに、立川図書館は逐次刊行物センターに、青梅図書館は行政・郷土資料センターへと移行していき、多摩図書館建設に向けた下地作りに取り組んだ。1983年（昭和58年）には、東京都総合実施計画内において、多摩図書館を含む複合施設としての多摩教育センターの建設が表明され、1987年（昭和62年）5月に東京都立多摩図書館が開館した。

#### 都立図書館の再編
1976年（昭和51年）に開館した都立江東図書館は、区立と同等の第一線図書館として奉仕する変則的な位置づけにあったが、多摩図書館開館に先立つ1986年（昭和61年）に江東区に移管され、江東区立江東図書館となった。1987年（昭和62年）には都立八王子・立川・青梅図書館を統合して東京都立多摩図書館が開設され、この時点で都立図書館は日比谷・中央・多摩の3館体制となった。1990年代に入ると、『新日比谷図書館基本構想』（1997年（平成9年））において日比谷図書館の建て替えが計画されたものの実現せず、行財政の効率化が求められる中で都立図書館のあり方があらためて見直されることとなった。2002年（平成14年）の『今後の都立図書館のあり方～社会経済の変化に対応した新たな都民サービスの向上を目指して～』は都立図書館の将来像を示したものであり、都立図書館が果たすべき役割として高度・専門的なレファレンスサービス、インターネット等を活用した電子情報サービス、司書教諭へのレファレンス指導等を通じた学校教育への支援、政策立案の支援と都政情報の提供などが規定され、区市町村立図書館の活動を支援する第二線図書館として活動することを明確化した。資料購入予算が限られ書庫の収蔵数が限界に近づく中で、中央・多摩両館の機能分担を再構築し、両者で重複する資料の収集・保存は行わず、都立3館は中央図書館のもとで統括される体制へ移行することが示された。条例上並置とされていた日比谷図書館と中央図書館の関係が規定しなおされたのである。また、同年には中央図書館・多摩図書館の入館年齢制限（中央は16歳以上、多摩は13歳以上）が撤廃されている。2005年（平成17年）の『都立図書館改革の基本的方向』ではさらに踏み込んだ内容となり、区立図書館と機能が重複する日比谷図書館の千代田区への移管が示された。2008年（平成20年）に東京都教育委員会と千代田区教育委員会との間で合意が成立し、2009年（平成21年）に日比谷図書館は千代田区へと移管され、都立図書館は現行の2館体制となった。2017年（平成29年）1月に、多摩図書館は立川市から国分寺市へ移転した。多摩図書館の設計は佐藤総合設計が担当した。

### 年表
当年表における記述はあくまで都立図書館としての廃置分合の歴史に留める。特に注釈を付さないものは東京都立図書館公式サイトの記載に拠る。
- 1908年（明治41年）11月 - 東京市麹町区日比谷公園内に東京市立日比谷図書館開館。以後順次開設が続き、1915年（大正4年）には19館で構成される東京市立図書館体制が成立する。
- 1943年（昭和18年）7月 - 東京都制が施行され、東京市立図書館が東京都立図書館へ移行する。
- 1945年（昭和20年） - 東京空襲により、都立図書館が甚大な被害を受ける。
  - 3月10日 - 両国・浅草・本所・東駒形図書館が全焼[84]。
  - 4月14日 - 西巣鴨図書館が全焼[84]。
  - 5月25日 - 日比谷・淀橋・麹町・三田・中野・寺島・渋谷図書館が全焼[84]。
- 1947年（昭和22年）
  - 1月 - 立川市に都立立川図書館開館。
  - 3月 - 西多摩郡青梅町（現・青梅市）に都立青梅図書館開館。
- 1949年（昭和24年）11月 - 日比谷図書館、仮設館舎にて再開。
- 1950年（昭和25年）10月 - 日比谷図書館を除く区部の都立図書館がそれぞれの所在地の区に移管される。（深川図書館→江東区、駿河台図書館→千代田区、京橋図書館→中央区、渋谷図書館→渋谷区、荒川図書館→荒川区、品川図書館→品川区、麻布図書館→港区、王子図書館→北区）
- 1955年（昭和30年）1月 - 八王子市立図書館が都へ移管される。
- 1957年（昭和32年）10月 - 日比谷図書館が新築され開館する。1961年（昭和36年）には4階部分の増築と既存施設の改修が行われる。
- 1973年（昭和48年）1月 - 港区有栖川宮記念公園内に都立中央図書館開館。
- 1976年（昭和51年）6月 - 江東区に都立江東図書館開館。
- 1986年（昭和61年）10月 - 江東図書館が江東区に移管される。
- 1987年（昭和62年）5月 - 既存の立川・青梅・八王子図書館を統合し、立川市に都立多摩図書館が新設され開館する。
- 2009年（平成21年）7月 - 日比谷図書館が千代田区に移管される。

## 図書館一覧
戦前開館
1. 日比谷（千代田区へ移管）
2. 神田第一 → 神田 → 駿河台（千代田区へ移管）
3. 神田第二 → 外神田（閉鎖）
4. 日本橋（閉鎖）
5. 京橋第一 → 京橋（中央区へ移管）
6. 京橋第二 → 月島（閉鎖）
7. 芝 → 三田（閉鎖）
8. 麻布（港区へ移管）
9. 赤坂 → 氷川（閉鎖）
10. 四谷（閉鎖）
11. 牛込（閉鎖）
12. 小石川（小石川区（現文京区）へ移管）
13. 本郷（本郷区（現文京区）へ移管）
14. 下谷台南→台南（閉鎖）
15. 浅草（閉鎖）
16. 本所（閉鎖）
17. 深川（江東区へ移管）
18. 淀橋（閉鎖）
19. 王子（北区へ移管）
20. 両国（閉鎖）
21. 品川（品川区へ移管）
22. 荒川（荒川区へ移管）
23. 麹町（閉鎖）
24. 中和 → 東駒形（閉鎖）
25. 渋谷（渋谷区へ移管）
26. 中野（閉鎖）
27. 西巣鴨（閉鎖）
28. 寺島（閉鎖）

戦後開館
1. 立川（多摩へ統合）
2. 青梅（多摩へ統合）
3. 八王子（多摩へ統合）
4. 中央（現存）
5. 江東（江東区へ移管）
6. 多摩（現存）

## 所蔵資料について
東京都立図書館では、「東京都立図書館資料収集方針」に基づき、区市町村立図書館との役割分担に留意しながら必要な図書館資料の収集を行っている。このうち、「東京資料」と称される東京都の郷土資料（都の編集・発行に係る行政資料および地域資料）は網羅的に収集されている。また、特別文庫室においては日比谷図書館以来収集を重ねてきた全部で15の文庫があり、総計約24万3千点の資料を所蔵しているが、このうち江戸から東京に至るまでの地誌、歴史、風俗、伝記、美術、音曲、演劇、娯楽、法制、産業、経済等あらゆる分野の歴史的資料約43,000冊が「東京誌料」として収集され、中でも『江戸城造営関係資料（甲良家伝来）』646点は1987年（昭和62年）に国の重要文化財として指定されている。これら貴重な資料は、都立図書館によってデジタルデータ化されるとともに、一部が「TOKYOアーカイブ」としてインターネット上で閲覧に供されている。また、先述の戦時特別買上図書も特別文庫室にて保存されている。

## サービス
東京都立図書館では、利用者個人に対する資料の館外貸出を行わない。ただし、利用者が館内において資料の閲覧や著作権法の範囲内においてコピーを行うことは可能である。また、都立図書館が所蔵する資料で都内のその他の公立図書館で所蔵されていないものについては、区市町村立図書館を通じて貸出が可能となる。入館は誰でも可能であり、利用者は入館証を受け取って入館する。閉架資料の閲覧や複写の際、入館証を提示する必要がある。

## 東京都立中央図書館
東京都立中央図書館（とうきょうとりつちゅうおうとしょかん）は、東京都港区南麻布5-7-13にある公共図書館。東京都立図書館を統括する図書館として位置づけられる。
有栖川宮記念公園内にあり、都立日比谷図書館の蔵書の一部を引き継いで1973年（昭和48年）1月に開館した。開館の経緯については#歴史節を参照のこと。
中央図書館ではビジネス情報、法律情報、健康・医療情報及び都市・東京情報を重点的情報サービスとしており、各種の起業相談会、無料法律相談会、公開講座等を行っている。また貴重資料のデジタル化を継続的に推進している。
「中央図書館」という名称から中央区に所在すると勘違いされることが多いが、上述の通り所在地は港区であり、中央区ではない。
2024年（令和6年）12月、東京都教育委員会が「都立中央図書館の在り方の方向性について」を公表。旧「こどもの城」や青山病院跡地を含む神宮前五丁目地区の都有地を移転地としてふさわしいとした。

### 施設概要
鉄骨鉄筋コンクリート造地上5階、地下2階建て、書庫収蔵能力は約208万冊、うち35万冊は開架である。中央図書館の重点的情報サービスであるビジネス情報、法律情報、健康・医療情報及び都市・東京情報に関する情報コーナーを1階に集約して配置し、また各種の窓口も1階に集約することでワン・ストップ・サービス化を図っている。また東京都の行政資料を収蔵する都市・東京情報コーナーおよび基本参考図書コーナーも1階に配置される。開架閲覧室は主に2階と3階に設けられ、2階では社会科学・自然科学系、3階では人文科学系の書籍を収蔵する。4階以上は主に閲覧室、多目的ホール、企画展示室、音声・映像資料室といった諸室が設けられている。都立図書館によって収集されてきた各種の文庫や資料約243,000点を収蔵した特別文庫室も5階である。また、5階にはカフェテリアがあり、軽食を取ることができる。
館内にはA4サイズ以上の大きさの荷物を持ち込んで入ることはできず、入口のコインロッカーに収納する必要がある。利用者用の閲覧席は902席で、パソコン席は1階から4階までに約290席を設けている。

### 開館時間・休館日等

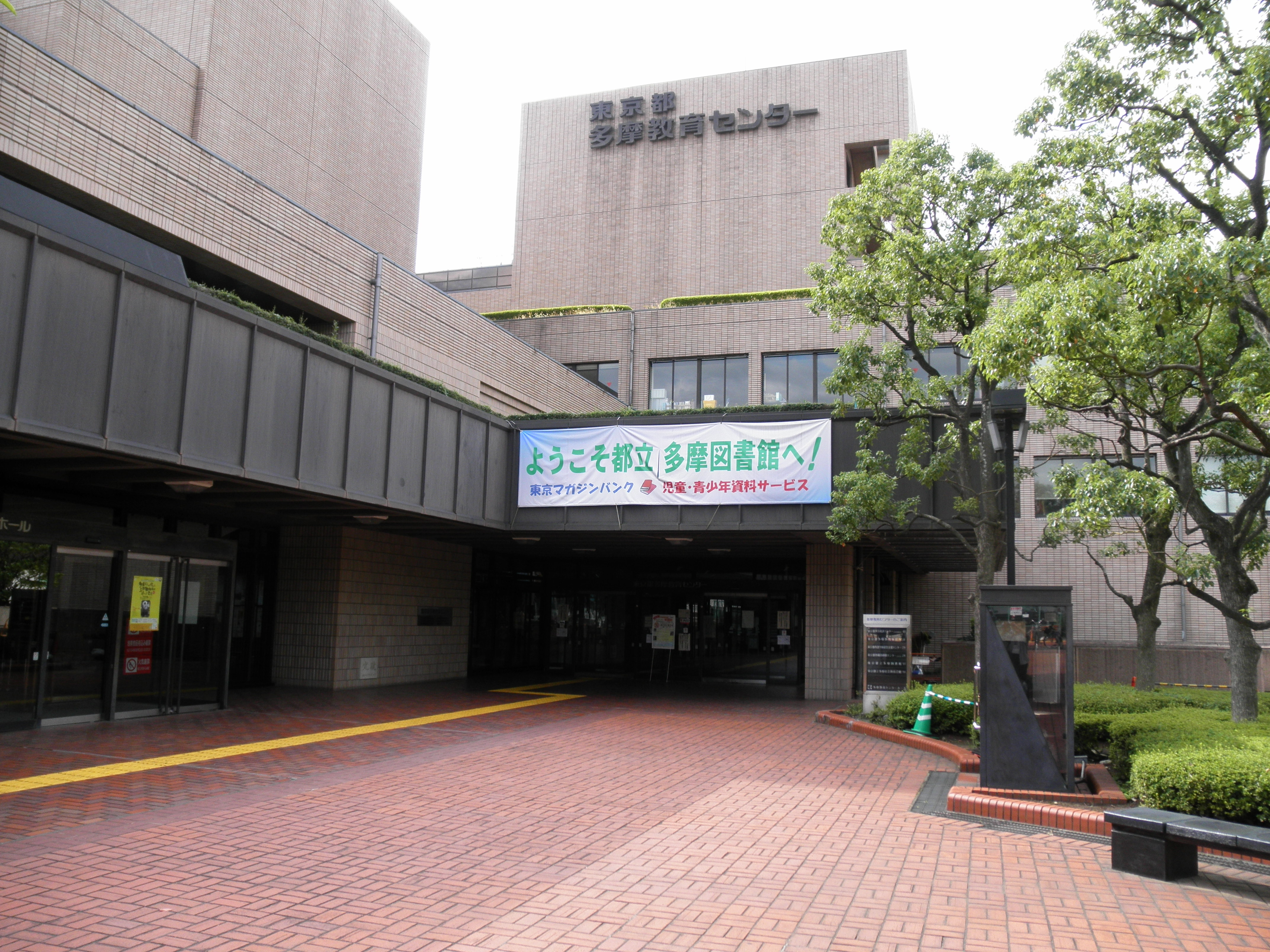
立川市時代の多摩図書館

休館日および開館時間の規定は東京都立図書館館則別表の記載に基づく。
開館時間
- 平日 10:00 - 21:00（音声映像資料室は13:00 - 17:30）
- 土日・祝日および国民の休日 10:00 - 17:30（音声映像資料室は13:00 - 17:30）
- 特別文庫室は平日・土休日に関わらず10:00 - 17:30

休館日
- 毎月第一木曜日（ただしその日が休日または他の休館日に当たる場合は第二木曜日を休館日とする）
- 年末年始（12月29日 - 1月3日）
- このほかに月1日の設備の保守点検日と、年間12日以内の特別整理期間がある。

### 立地
有栖川宮記念公園内の高台にあり、近隣には駐日ドイツ大使館・駐日大韓民国大使館などの大使館や、愛育クリニック、愛育幼稚園、麻布学園などがある。最寄り駅は東京メトロ日比谷線広尾駅で、徒歩約8分と案内されている。六本木駅・麻布十番駅からも徒歩約20分ほどである。

## 東京都立多摩図書館
東京都立多摩図書館（とうきょうとりつたまとしょかん）は、東京都国分寺市泉町2-2-26にある公共図書館。東京都立図書館館則第2条に基づき、中央図書館の統括の下、主として雑誌および児童資料、青少年資料等に関するサービスを担う。
都立八王子図書館、立川図書館、青梅図書館の3館を統合し、1987年（昭和62年）5月に立川市錦町6-3-1に開館した。開館の経緯については#歴史節を参照のこと。2011年（平成23年）1月に東京都教育委員会は都立多摩図書館の施設の老朽化や収蔵能力の問題などにより国分寺市内の旧・日本国有鉄道施設（中央鉄道学園）の跡地である都有地に移転することを発表し、この時点では2016年（平成28年）3月に新館を開館予定と発表していた。しかし、新館の敷地内での旧施設の基礎の撤去などに手間取ったことから、2014年（平成26年）8月の着工となったため、2015年（平成27年）4月に新図書館の開館時期を2017年（平成29年）1月に延期すると発表した。2016年12月19日をもって立川市の施設を閉館し、2017年1月29日に移転オープンした。
『東京マガジンバンク』と称する、公立図書館としては最大規模の雑誌の専門サービスを展開しており、約17,000誌の雑誌を所蔵、534誌が閲覧に供されている。都立図書館の再編にともない、中央図書館との奉仕機能の分担が、中央 - 都区部および島嶼部、多摩 - 多摩地域の地理別分担から、中央 - 統括機能その他すべて、多摩 - 雑誌及び児童・青少年図書の機能別分担へと転換しており、『東京マガジンバンク』は2009年（平成21年）5月に開設された。一方で、多摩図書館が所蔵していた地域資料については、都市・東京資料の集中化の方針に基づき2008年（平成20年）に中央図書館へと移転している。
「多摩図書館」という名称から多摩市に所在すると勘違いされることが多いが、上述の通り所在地は国分寺市であり、多摩市とは無関係である。館名の「多摩」は多摩地域のことを意味する。

### 施設概要
立川市時代
東京都立多摩社会教育会館（東京都多摩教育センター）との合築であり、多摩図書館は施設の地上1階および地下1,2階の一部を占めていた。全体で約103万冊、そのうち開架では約3.8万冊の収蔵能力を有し、図書館部分のみの延床面積は4,351.1m2となっていた。利用者用の閲覧席は135席が設けられていた。
国分寺市移転後
地上3階建ての独立した施設となった。延床面積は立川市時代の約2倍となり、蔵書能力は全体で約285万冊、開架は約10.1万冊といずれも約3倍の規模となっている。閲覧席も227席と1.5倍に増やされたほか、セミナールームやグループ閲覧室、カフェコーナーも設置されている。

### 開館時間・休館日等
休館日および開館時間の規定は東京都教育庁発表資料による。
開館時間
- 平日 10:00 - 21:00
- 土日・祝日および国民の休日 10:00 - 17:30

※立川市時代より開館時間は30分繰り下げられた。また、平日の閉館時間は2時間、休日は30分繰り下げられている。
休館日
- 毎月第一木曜日（ただしその日が休日または他の休館日に当たる場合は第二木曜日を休館日とする）
- 年末年始（12月29日 - 1月3日）
- このほかに月1日の設備の保守点検日と、年間12日以内の特別整理期間がある。

### 立地
立川市時代
立川市南部の市街地に位置していた。最寄り駅は南武線西国立駅で、徒歩約10分と案内されていた。立川駅南口からは徒歩約20分ほど、多摩都市モノレール立川南駅・柴崎体育館駅からは徒歩約15分。バスでは、立川駅南口より立川バス「国立駅南口行き」乗車、立川病院バス停下車徒歩5分。

国分寺市移転後
前記の通り国分寺市南部の中央鉄道学園跡地にあり、同じく跡地を整備した武蔵国分寺公園に隣接している。中央快速線・武蔵野線の西国分寺駅から徒歩7分と案内されている。